# Kálmán Kalocsay

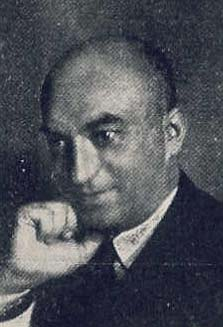
Kálmán Kalocsay

Kálmán Kalocsay, ofwel volgens de in het Hongaars gebruikelijke achternaam-voornaam-volgorde Kalocsay Kálmán (/'kɔlotʃay 'ka:lma:n), (Abaujszántó, 6 oktober 1891 - Boedapest, 1976) was een Hongaarse dichter en vertaler. Hij is een van de prominente personen uit de Esperantoliteratuur. Hij heeft een rijke erfenis aan de taal en cultuur van het Esperanto nagelaten in zijn originele poëzie en zijn vertalingen van literaire werken uit het Hongaars (zijn moedertaal) en andere Europese talen.

## Leven
Kalocsay was van beroep chirurg en promoveerde in 1916 als doctor in de medicijnen. Esperanto leerde hij in 1913, en hij publiceerde zijn eerste gedichtenbundel in die taal Mondo kaj Koro ("Wereld en Hart") in 1921. Tien jaar later verscheen de bundel die algemeen gezien wordt als Kalocsays dichterlijke meesterwerk, Streĉita Kordo (Aangespannen snaar). In hetzelfde jaar, 1931, verscheen ook de bundel light verse Rimportretoj (Rijmportretten). In 1932 publiceerde Kalocsay onder het pseudoniem "Peter Peneter" een boekje met erotische poëzie getiteld Sekretaj Sonetoj ("Geheime Sonnetten"). In 1939 was de bundel Izolo (Isolement) gereed, maar deze kon vanwege het uitbreken van de Tweede Wereldoorlog niet meer verschijnen. Na de oorlog publiceerde Kalocsay nauwelijks nog oorspronkelijk werk, en richtte hij zich in poeticis vooral op het maken van vertalingen.
Ook anderszins was Kalocsay actief in de Esperanto-beweging. In de jaren twintig en dertig was hij samen met Gyula Baghy en Tivadar Soros redacteur van het literaire tijdschrift Literatura Mondo ("Literaire Wereld"), dat het vaste tijdschrift werd van een invloedrijke groep auteurs die bekend werden als de Boedapestse School.  In samenwerking met Gaston Waringhien schreef hij onder meer een Plena Gramatiko de Esperanto (Volledige grammatica van het Esperanto), en het Parnasa Gvidlibro (Reisgids voor de Parnassus), een handboek voor dichters.
Na zijn dood richtte zijn medewerkster Ada Csiszár een vereniging op voor liefhebbers van het werk van Kalocsay. Deze vereniging is (in 2006) nog steeds actief.
- CiNii: DA01203943
- Gemeinsame Normdatei: 130357685
- International Standard Name Identifier: 0000 0001 1511 4033
- Library of Congress Control Number: n87131693
- Nationale Bibliotheek van Tsjechië: mzk2003181879
- Nationale bibliotheek van Australië: 35747072
- Nationale Bibliotheek van Israël: 987007263424905171
- Nationale Bibliotheek van Polen: a0000002058447
- Nederlandse Thesaurus van Auteursnamen: 069817804
- LIBRIS: 65988
- Système universitaire de documentation: 204752124
- Trove: 1068801
- Virtual International Authority File: 50332375
- WorldCat: E39PBJqw7rJHTPKcKtKXgpPxXd